# Пеммикан

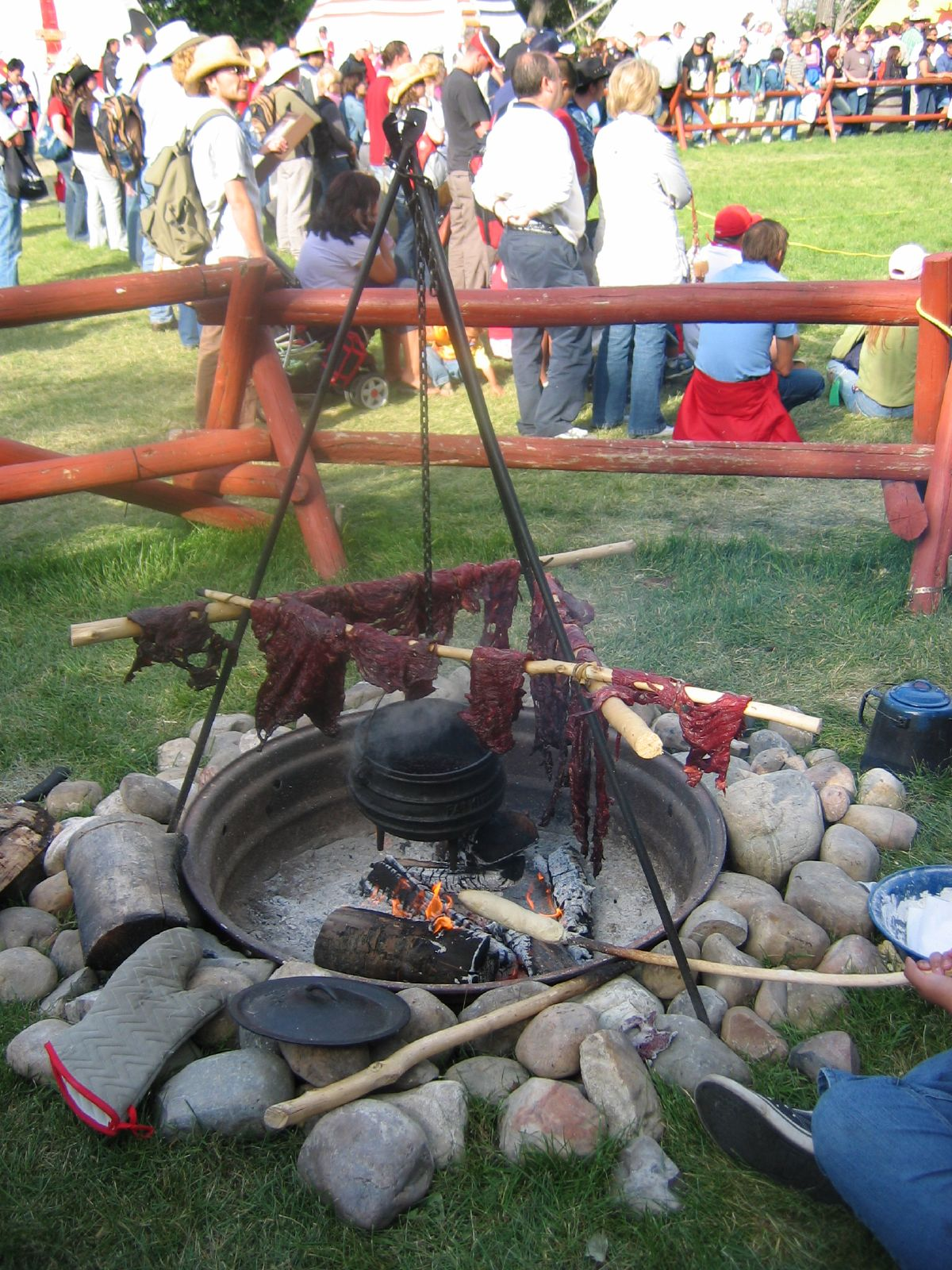
Старинный способ сушки мяса для пеммикана

Пеммикан (англ.  pemmicanо файле, на языке индейцев кри «пими-окан» — «род жира») — мясной пищевой концентрат. Применялся индейцами Северной Америки в военных походах и охотничьих экспедициях, а также полярными исследователями XIX — первой половины XX веков. Отличается лёгкой усваиваемостью и большой питательностью при малом объёме и весе. В настоящее время используется туристами при прохождении дальних маршрутов.

## История
Пеммикан индейцев включал в себя сушёное или вяленое измельчённое мясо бизонов, а также сало, измельчённые сушёные ягоды или сок ягод, иногда — специи. В результате получалась высокопитательная пища с малым весом и объёмом, что облегчало транспортировку. В конце XIX века компактность и универсальность пеммикана привлекла к нему внимание путешественников, прежде всего покорителей Арктики и Антарктики. К началу XX века пеммикан стал основным мясным продуктом полярных путешественников.
У сибирских охотников был свой вариант концентрата под названием «мурцовка»: смесь из толчёных сухарей, соли и сала скатывалась в плотный шар и высушивалась. Такой шар мог храниться в рюкзаке годами как неприкосновенный запас и был пригоден в пищу, даже если сало прогоркало.
Европейский пеммикан состоял из 40 % перемолотого мяса и 60 % жиров. Для изготовления пеммикана обычно применялась говядина, реже — другие сорта мяса. Также получил широкое распространение пеммикан для ездовых собак, при изготовлении которого применялись дешёвые сорта мяса — тюленье, китовое и др. Пеммикан расфасовывался либо в герметично запечатанные жестяные банки, либо упакованные в ткань и бумагу бруски. Амундсен использовал армейский норвежский пеммикан, с примесью овсяной муки и сушёных овощей.

## В искусстве
- Пеммикан входит в рацион путешественников в романах Жюля Верна «Пять недель на воздушном шаре» и «Путешествие и приключения капитана Гаттераса».
- Употребление в пищу пеммикана, в том числе при исполнении обряда потлача, угощении гостей, а также использование его в торговом обмене, часто упоминается в произведениях американского писателя Джеймса Уилларда Шульца, свыше 15 лет прожившего в племени пикуни конфедерации черноногих и детально изучившего индейские обычаи.
- Использование пеммикана индейцами и путешественниками описывается в повестях и рассказах американского писателя-натуралиста Джеймса Оливера Кервуда.
- Пеммикан является одним из видов еды в игре «RimWorld».
- Является одним из видов еды в игре 《The Long Dark》
- Упоминается в «Приключениях капитана Врунгеля» Некрасова.
- Упоминается в песне Юрия Визбора «Пара-понци».
- Пеммикан упоминался в произведении Дж. Голсуорси «Сага о Форсайтах»:

Джон накопил соку от слив, налил его в пузырёк из-под лекарства и снабдил плот этим ромом, а также пеммиканом из накопленных кусочков курятины (он сидел на них, а потом сушил у камина) и лимонным соком на случай цинги, изготовленным из апельсиновой корки и припрятанных остатков компота.